# إي. س. جيفري
إي. س. جيفري (بالإنجليزية: E. C. Jeffrey) هو عالم نبات أمريكي، ولد في 21 مايو 1866، وتوفي في 19 أبريل 1952.